# Crangonyx paxi
Crangonyx paxi är en kräftdjursart som beskrevs av Schellenberg 1935. Crangonyx paxi ingår i släktet Crangonyx och familjen Crangonyctidae. Inga underarter finns listade i Catalogue of Life.